# Crușova
Crușova (în aromână Crușuva; în macedoneană Крушево, transliterat: Kruševo) este un oraș din Republica Macedonia, reședința comunei cu același nume. Acesta este orașul situat la cea mai mare altitudine din Macedonia – 1350 m.d.m.
Crușova este unicul oraș din lume unde limba oficială este limba aromână.
In acest oraș s-a născut Pitu Guli sau Pitu Vlahul (n.1865-m.1903), eroul aromânilor și al macedonenilor. Pitu a murit eroic în bătălia aromânilor contra turcilor de la Piatra Ursului în 1903.

## Denumire
Denumirea orașului în diferite limbi:
- albaneză Krushevë
- aromână Crușuva sau Crushuva
- sârbocroată Крушево, cu caractere chirilice: Kruševo
- turcă Krușova, Kurușova
- greacă Κρούσοβo / Κρουσοβός Krusovo / Krusovos

## Demografie
Conform recensământului din 2002, orașul Kruševo are 5.330 de locuitori. Structura etnică este următoarea:
- Macedoneni: 4.273 (80.2%)
- Aromâni: 1.020 (19.1%)
- Alții: 37 (0.1%)

Limbi materne
- Macedoneană: 4.562 (85.6%)
- Aromână: 744 (14.0%)
- Altele: 24 (0.5%)

Religii
- Creștinism ortodox: 5.275 (99.0%)
- Altele: 55 (1.0%)

## Personalități născute aici
- Pitu Guli (1865 - 1903), luptător aromân;
- Nicolae Batzaria (1874 - 1952), scriitor aromân;
- Stoica Nicolaescu (1878 - 1941), istoric român;
- Constantin Iotzu (1884 - 1962), arhitect aromân;
- Sterie Petrașincu (1890 - 1968), medic aromân.

## Referințe

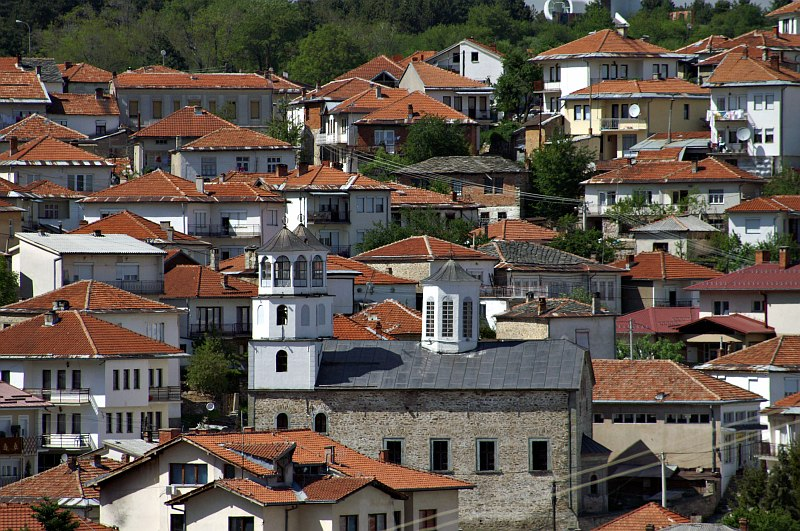
Biserica „Sfântul Ioan Botezătorul” din Crușova